# Науру на літніх Олімпійських іграх 2024
Науру брало участь у літніх Олімпійських іграх 2024 в Парижі, які тривали з 26 липня по 11 серпня 2024 року. Ця Олімпіада стала восьмою, в якій брали участь спортсмени з Науру. Спринтер Вінзар Какіуеа був єдиним представником країни на цих іграх. Він також був прапороносцем Науру як на церемонії відкриття, так і на церемонії закриття ігор.

## Спортсмени
Країну на Олімпійських іграх 2024 року представляв один спринтер, Вінзар Какіуеа, який брав участь у чоловічих змаганнях з бігу на 100 метрів. На змаганнях Какіуеа зайняв 6-те місце у кваліфікаційному забігу на 100 метрів з часом 11,15 сек, чого виявилось недостатньо для проходження до наступного етапу змагань.